# Municipio de Othón P. Blanco
Othón P. Blanco, con cabecera en la ciudad de Chetumal (que igual funge como capital del estado), es uno de los 11 municipios en que se divide el estado mexicano de Quintana Roo. Su nombre es en honor a Othón Pompeyo Blanco Núñez de Cáceres, colonizador de la región y fundador de Payo Obispo.
El 2 de febrero de 2011 el Congreso de Quintana Roo segregó del territorio del Othón P. Blanco el  municipio de Bacalar, por lo que todos los datos de este artículo son anteriores a dicho cambio y por tanto se encuentran desactualizados.

## Geografía
El municipio de Othón P. Blanco tiene una extensión territorial de 18,760 km², es el más extenso del estado de Quintana Roo, representando el 36.9% del territorio estatal (más de la tercera parte) y ocupa toda la zona sur del estado, es además el quinto municipio más grande de México.
Limita al norte con el municipio de Bacalar del estado de Quintana Roo; al oeste con el municipio de Calakmul del estado de Campeche, al sur con Belice, en particular con el Distrito de Corozal y el Distrito de Orange Walk
Además es integrante del territorio del municipio el Banco Chinchorro, un atolón formado por cayos y arrecifes ubicado en el mar Caribe exactamente frente a las costas de Mahahual, el Banco Chinchorro es parte del llamado Sistema Arrecifal Mesoamericano y es famoso como destino turístico de buceo.
La extensión y límites del municipio de Othón P. Blanco se ven afectados por un conflicto limítrofe que desde 1996 sostienen los estados de Campeche y Quintana Roo, que se disputan una franja de terreno como propia, los límites señalados en el párrafo anterior son los que considera como legales el gobierno de Quintana Roo, siguiendo el criterio de la reclamación campechana la principal diferencia sería que Othón P. Blanco no tendría frontera internacional con Guatemala, sino únicamente con Belice.

### Orografía
Como en toda la península de Yucatán, el territorio de Othón P. Blanco es eminentemente plano, sin embargo, en el territorio del municipio se alcanzan las mayores altitudes del estado de Quintana Roo y de la península, al oeste del territorio en los límites con Campeche, se encuentra una zona de mayor altitud, separada del resto del territorio por una serie de escalonamientos del terreno provocadas por fallas tectónicas y que es denominada como la Meseta de Zohlaguna, es esta región donde se alcanza alturas de hasta 250 metros sobre el nivel del mar, como por ejemplo en el Cerro El Charro, el punto más elevado de Quintana Roo.
El resto del territorio municipal está constituido por las planicies que tienen un suave declive de oeste a este, hacia el mar, en estas zonas llamadas bajos o sabana se forman frecuentemente amplias extensiones inundadas denominadas aguadas.

### Hidrografía

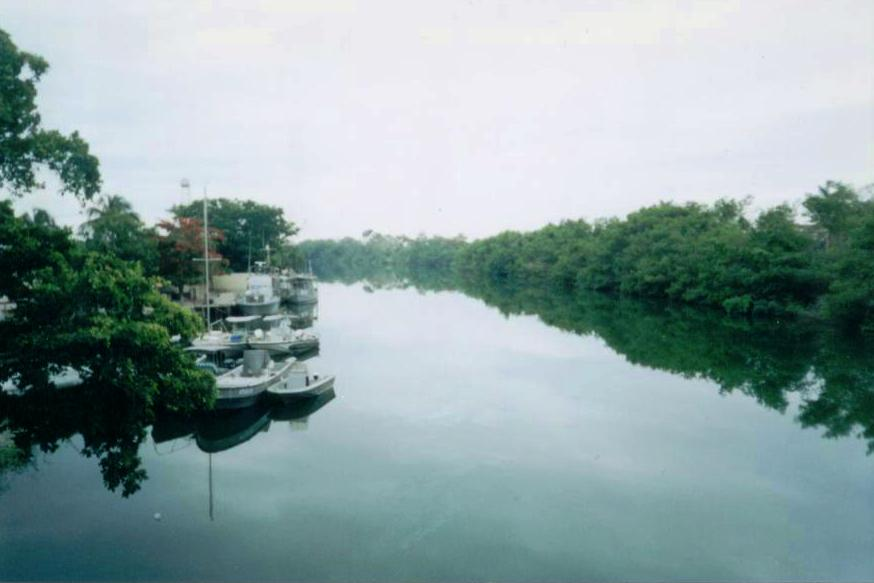
Río Hondo

El Municipio de Othón P. Blanco pertenece hidrológicamente hablando a la Región Hidrológica Yucatán Este (Quintana Roo) y a las cuencas Cuencas cerradas y Bahía de Chetumal y otras de esta misma región hidrológica.

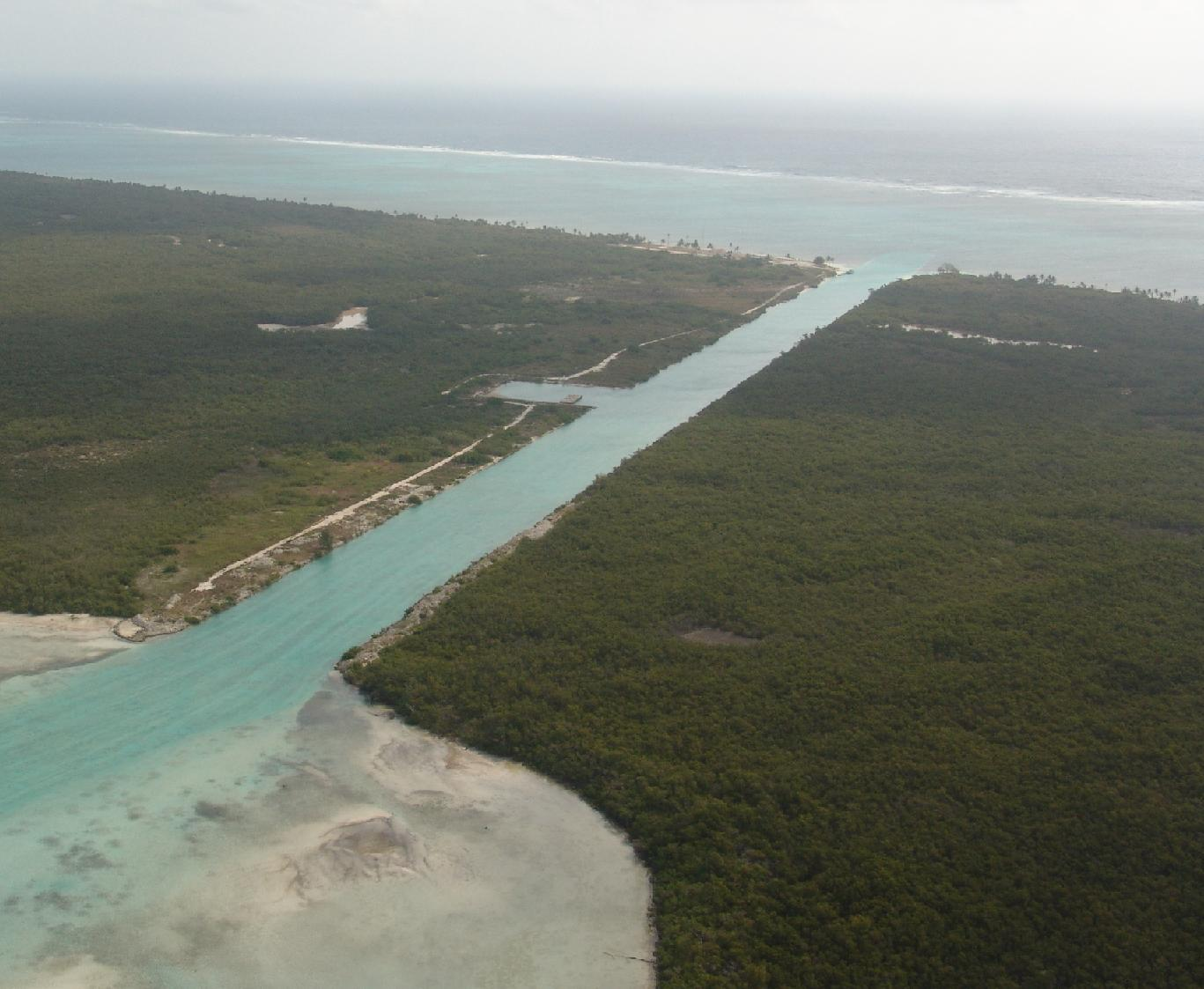
Vista aérea del canal de Zaragoza, comunica a la Bahía de Chetumal con el mar Caribe

Aunque su suelo está formado por la misma roca caliza del resto de la península que impide las corrientes de agua superficiales, en Othón P. Blanco se encuentran las únicas aguas superficiales de todo el territorio, lo que le da una muy importante característica al territorio, pues ahí podemos encontrar el Río Hondo y el Río Escondido, únicos ríos de toda la península de Yucatán. El Río Hondo, que señala desde 1898 el límite internacional entre México y Belice, tiene una importancia capital en el desarrollo de la región, debido a que mucho constituyó la única vía de comunicación con el interior del territorio, aún hoy una de las principales regiones del municipio es la llamada Ribera del Río Hondo, donde se encuentran poblaciones como Álvaro Obregón, y en la desembocadura del mismo fue fundada la capital del estado y cabecera municipal, Chetumal. El Río Hondo nace en las sierras fronterizas entre Belice y Guatemala, la mayor parte de su curso sirve de límite internacional y es en su mayor parte navegable; por su parte, el Río Escondido es una corriente proveniente del vecino estado de Campeche, es un río mayormente estacional y de cauce muy irregular, lo plano del terreno por el que corre le permite tener una corriente amplia y lenta, variando su cauce según las estaciones, de donde proviene su nombre, usualmente se une a amplias aguadas y lagunas y con ello constituyó una importante vía de comunicación, desemboca en el río Hondo al sur de la Laguna de Bacalar, en las cercanías de la localidad de Juan Sarabia.

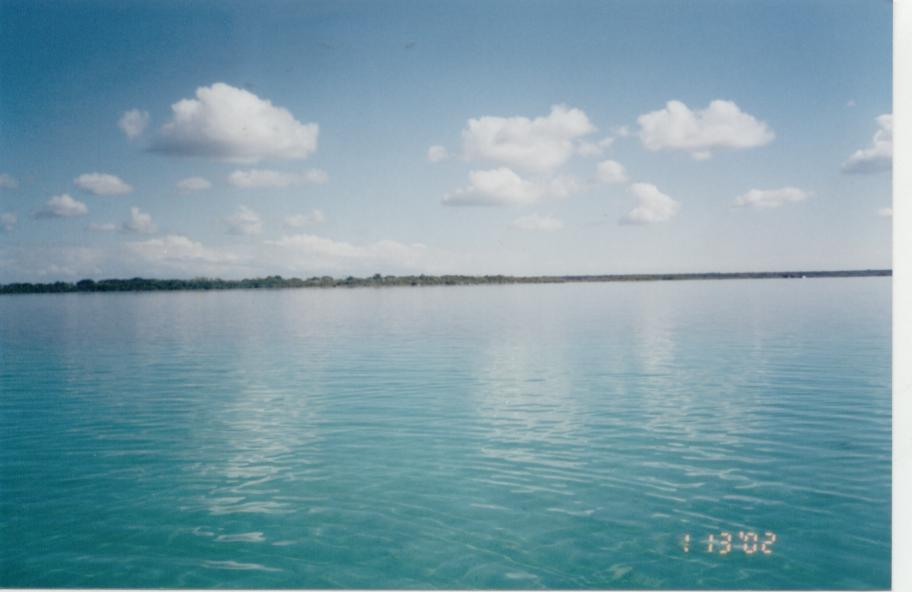
Laguna de Bacalar

Además, tan importantes como los ríos mencionados, en el territorio de Othón P. Blanco encontramos una serie de lagunas, entre las que destaca parte de la Laguna de Bacalar, también llamada la Laguna de los Siete Colores, por estar constituida por siete cenotes cuyas aguas desbordaron y constituyeron las laguna, es la más grande de las lagunas y la más conocida de todas, tiene una extensión aproximada de 42 kilómetros de largo por solo 2 kilómetros de ancho, y de las cuales una parte le pertenece a Othón P. Blanco (La otra parte le pertenece al municipio de Bacalar), además están la Laguna Guerrero, comunicada a través de un pasaje con la Bahía de Chetumal, la Laguna Agua Salada, la Laguna Chile Verde y la Laguna San Felipe, la combinación de ríos, lagunas y aguadas intermitentes que durante las épocas de lluvia llegán prácticamente a estar unidas todas por agua, permitieron crear un importante medio de comunicación desde la Bahía de Chetumal hacia el interior del territorio que facilitó mayormente su desarrollo a otras partes del estado. Casi junto al Río Hondo y cercana a Subteniente López y Huay-Pix se encuentra la Laguna Milagros, más pequeña que todas las anteriores y que constituye un balneario para los habitantes de la zona.

### Clima
El clima de la totalidad del territorio del municipio de Othón P. Blanco se clasifica como Cálido subhúmedo con lluvias en verano, y las temperaturas promedio anuales se registran en tres grandes bandas, la primera de ellas que incluye toda su costa, la rivera del Río Hondo y el extremo nororiental del municipio registra temperaturas superiores a 26 °C, mientras que una amplia banda central del territorio municipal registra temperaturas inferiores a este nivel. La precipitación promedio anual en el territorio de Othón P. Blanco se encuentra definida en varias zonas, la mayor precipitación se da en la zona costa del Mar Caribe, donde el promedio es superior a los 1,500 mm, una siguiente franja de territorio localizada al oeste de la zona anterior y al este de la Bahía de Chetumal tiene un promedio entre 1,300 y 1,500 mm al año, una tercera sección formada por territorios del sur, el interior y la zona costera de la Bahía de Chetumal tiene una precipitación de 1,200 a 1,300 mm, otras tres diferentes zonas formadas por el centro del territorio, su extremo sur y su extremo noroeste tienen un promedio entre 1,100 y 1,200 mm y finalmente un pequeño sector de la zona central de la franja anterior, junto a la Laguna de Bacalar, registra un promedio entre 1,000 y 1,100 mm.
Como todo el territorio de Quintana Roo, el municipio es muy propenso a recibir el embate de huracanes, durante la temporada en que estos fenómenos se forman, que va a junio a noviembre, los huracanes más destructivos que han tocado tierra en Othón P. Blanco han sido el Huracán Janet en 1955 y el Huracán Dean en 2007.

### Ecosistemas
La vegetación que se encuentra en el municipio de Othón P. Blanco es mayoritariamente de selva mediana, que se extiende por la mayor parte del interior del municipio y en ella las especies vegetales más representativas son el chicozapote, el ramón, el guayabillo y el chacá, zonas más aisladas del interior del municipio se encuentra pobladas por selva alta, en donde se puede encontrar el siricote, el palo de tinte y la caoba; hacia el suroeste del municipio se encuentran zonas de dedicadas a la agricultura de temporal y de riego, siendo el principal cultivo la caña de azúcar, junto a la costa del mar Caribe se puede localizar principalmente manglares.
La fauna es muy rica y variada, entre las principales especies se encuentra el manatí, mamífero marino que habita en las bahías y lagunas litores y que se ha convertido en un símbolo de la región, además se pueden encontrar especies como el tepezcuintle, jabalí, venado cola blanca, nutria, tortugas y aves.
Para la protección de especies animales y vegetales existen en Othón P. Blanco tres zonas de reserva ecológica, el Área de Protección de Flora y Fauna Uaymil situada en la costa noreste del territorio, en las cercanías de Mahahual; así como el Santuario del Manatí en la Bahía de Chetumal y la Reserva de la Biósfera Banco Chinchorro.

### Zonas arqueológicas
En el territorio de Othón P. Blanco se encuentran las zonas arqueológicas de:
- Kohunlich
- Dzinbanché
- Kinichná
- Chacchobén
- Oxtankah
- Noh Kah

## Demografía
El municipio de Othón P. Blanco es el tercero más poblado de Quintana Roo, tiene una población de 233,648 habitantes según los resultados del Censo de Población y Vivienda de 2020 realizado por el Instituto Nacional de Estadística y Geografía, de ese total, 115,096 son hombres y 118,552 son mujeres; teniendo por tanto un índice de masculinidad del 49.6%, su tasa de crecimiento demográfico anual de 2000 a 2005 es del 1.0%, el 30.7% de los habitantes son menores a 15 años de edad, mientras que el 62.1% se encuentra entre los 64 y los 15 años de edad, el 73.0% de la población se considera urbana por habitar en localidades superiores a los 2,500 habitantes; y un 11.4% de la población de 5 años y más es hablante de alguna lengua indígena.

### Localidades
En el territorio del municipio hay un total de 554 localidades, la población de las principales es la siguiente:

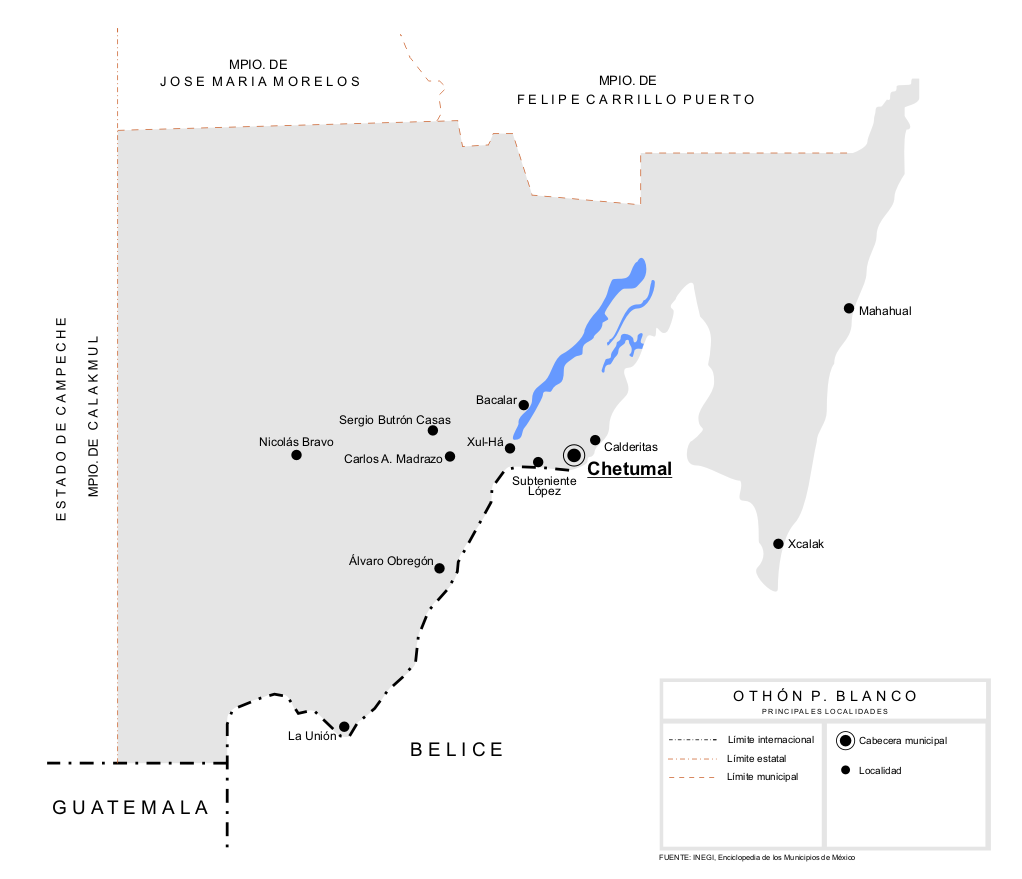
Principales localidades de Othón P. Blanco

| Localidad                               | Población |
| Total Municipio                         | 233,648   |
| Chetumal                                | 169,028   |
| Calderitas                              | 5,551     |
| Nicolás Bravo (Kilómetro 71)            | 3,699     |
| Javier Rojo Gómez (San Rafael de Pucté) | 3,103     |
| Álvaro Obregón (Ingenio)                | 2,841     |
| Mahahual                                | 2,636     |
| Subteniente López (Santa Elena)         | 2,452     |
| Xul-Ha                                  | 2,341     |
| Sergio Butrón Casas                     | 2,138     |
| Cacao                                   | 2,079     |
| Pucté                                   | 2,040     |
| Carlos A. Madrazo                       | 1,951     |
| Huay-Pix                                | 1,841     |
| Ucum                                    | 1,676     |
| Sabidos                                 | 1,532     |
| Caobas                                  | 1,507     |
| Morocoy                                 | 1,436     |
| Juan Sarabia (Santa Lucía)              | 1,305     |
| José Narciso Rovirosa                   | 1,125     |
| La Unión                                | 1,104     |
| Palmar                                  | 1,102     |
| Sacxán                                  | 1,080     |
| Ramonal                                 | 1,061     |
| Cocoyol                                 | 1,041     |
| Francisco Villa                         | 963       |
| Allende                                 | 939       |
| Nachi Cocom                             | 878       |
| El Cocal (Luis Echeverría Álvarez)      | 867       |
| Pedro Joaquín Coldwell                  | 796       |
| Tres Garantías                          | 770       |
| Laguna Guerrero                         | 720       |
| Jesús González Ortega                   | 717       |
| San Francisco Botes                     | 685       |
| San Pedro Peralta                       | 683       |
| Xcalak                                  | 436       |

## Comunicaciones

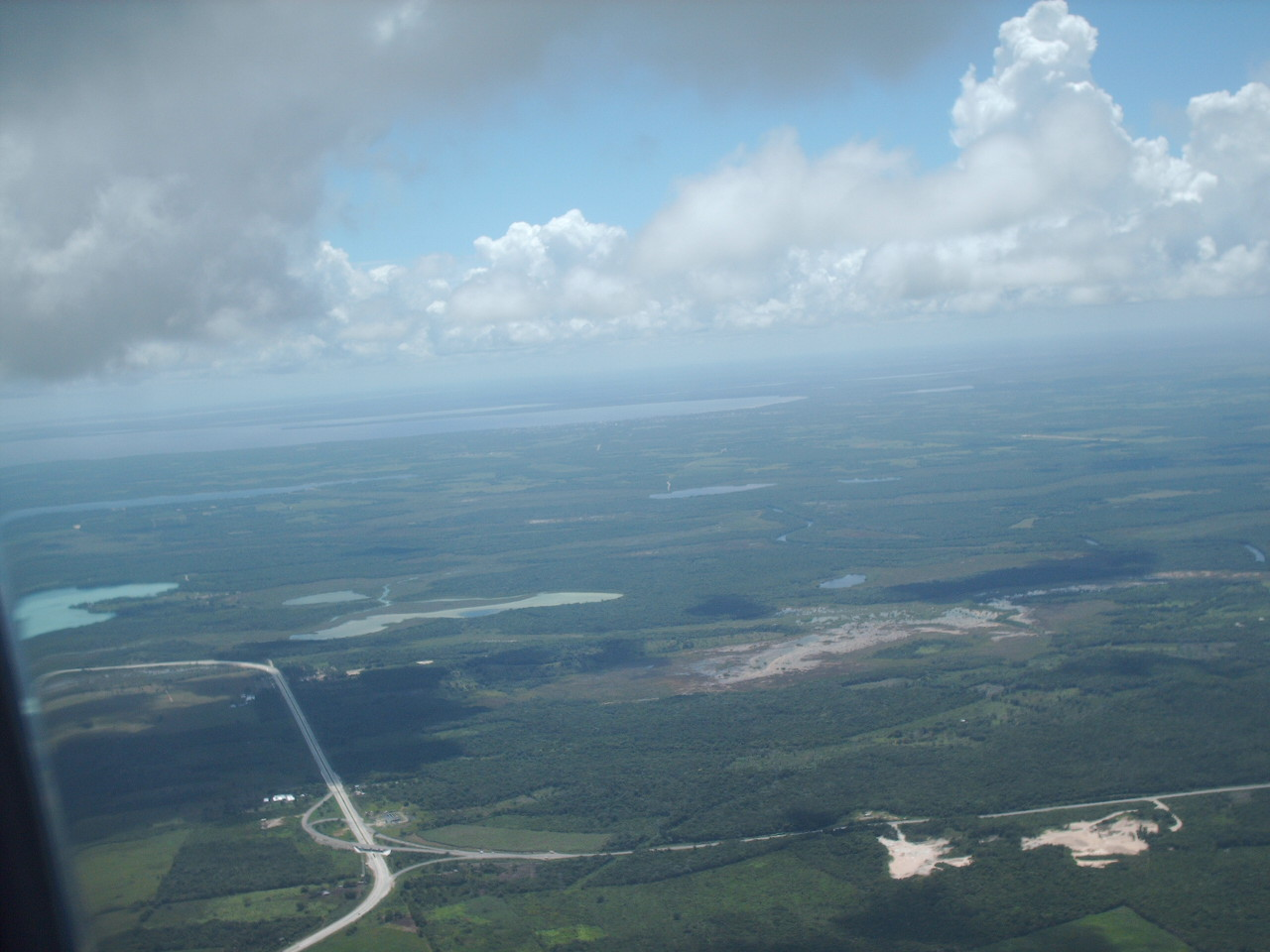
Entronque de las carreteras 186 y 307 al sur de la Laguna de Bacalar

### Carreteras
El territorio del municipio de Othón P. Blanco es atravesado por las siguientes carreteras
- Carretera Federal 186.
- Carretera Federal 293.
- Carretera Federal 307.

La Carretera Federal 186 es el principal medio de comunicación del municipio con el resto del país: dicha carretera ingresa al territorio procedente de Campeche, de las poblaciones de Escárcega y Xpujil, su extensión es prácticamente recta de este a oeste y culmina en la ciudad de Chetumal, cabecera municipal y capital del estado. Desde los límites con Campeche, hasta su entronque con la Carretera Federal 307 al sur de Bacalar, es una carretera sencilla con un solo carril de circulación para cada sentido del tráfico, desde ese punto hasta Chetumal es una autopista de dos cuerpos con dos carriles por cada sentido. La carretera 186 comunica a importantes poblaciones como Carlos A. Madrazo, Sergio Butrón Casas, Francisco Villa y Nicolás Bravo.
La Carretera Federal 307 es la vía que enlaza al municipio con el norte del estado, principalmente con las ciudades turísticas de Cancún, Playa del Carmen y Tulum, comienza en su entronque con la carretera 186 y pasa por la ciudad de Bacalar, junto a la laguna de su nombre y continúa hacia el norte hasta ingresar al vecino municipio de Felipe Carrillo Puerto. Del entronque con la carretera 186 a Bacalar es una autopista de dos cuerpos, de Bacalar hacia el norte es carretera sencilla de un carril por circulación.
La Carretera Federal 293 se encuentra ubicada en el extremo norte del municipio, comunica a Othón P. Blanco con el interior del estado de Quintana Roo y con el vecino de Yucatán, acortando la distancia entre las ciudades de Mérida y Chetumal, así como comunidades rurales tanto de Othón P. Blanco como de Felipe Carrillo Puerto.
Además de las carreteras federales, el municipio cuenta con una importante extensión de carreteras y caminos estatales, las principales de estas carreteras con las que comunican a Chetumal con la población de Calderitas, las ruinas de Oxtankah y poblaciones de la rivera de la Bahía de Chetumal, la que desde la carretera 186 comunica con Subteniente López y la Frontera entre Belice y México, siendo la principal vía de comunicación entre los dos países y que actualmente se encuentra en mejoramiento; la carretera que desde la 186 comunica con las poblaciones de la Rivera del Río Hondo, terminando en la población de La Unión donde también es un punto de cruce internacional con Belice. Existen también gran número de caminos que comunican al interior del territorio del municipio desde vías primarias como la Carretera 307 partiendo tanto hacia el oeste, hacia la zona maya del municipio, como hacia el este, como la carretera que comunica con la población de Mahahual, importante centro turístico en desarrollo, y que continúa desde ahí, bordeando la costa, hasta Xcalak, en el extremo sur de Quintana Roo.

### Aeropuertos
La principal forma de comunicación aérea en el municipio es a través del Aeropuerto Internacional de Chetumal, localizado en la cabecera municipal, y a través del cual se pueden realizar vuelos nacionales e internacionales, el principal destino es la Ciudad de México. Para el servicio local existen en el municipio cuatro aeropistas, localizadas en Mahahual, Xcalak, Kohunlich y Pulticub.

### Puertos
Othón P. Blanco tiene una extensa franja costera con el Mar Caribe, sin embargo son costas de muy baja profundidad, lo que favorece la existencia de las playas que dan fama al estado, sin embargo dificulta la navegación y el establecimiento de puertos, el principal puerto del municipio es el que se encuentra en Mahahual, donde se construido un muelle de cruceros, donde estos pueden atracar sin problemas, además se encuentra el puerto de la ciudad de Chetumal, ubicado en el interior de la bahía del mismo nombre, que es de muy baja profundidad, por lo que no pueden ingresar a ella embarcaciones de gran calado.

## Política
El gobierno del municipio de Othón P. Blanco le corresponde al Ayuntamiento, llamado también en ocasiones Comuna, y que está conformado por un presidente municipal, un síndico y un cabildo integrado por quince regidores, nueve electos por mayoría relativa y seis por representación proporcional. El ayuntamiento es electo mediante una planilla única cada tres años entrando a ejercer sus funciones el día 10 de abril del año de su elección, y permanece en el cargo por tres años, que no son renovables para el periodo inmediato, pero si de manera intercalada.

### División administrativa
El municipio de Othón P. Blanco se subdivide en 7 alcaldías, 34 delegaciones y 92 subdelegaciones.
Las 7 alcaldías son: Calderitas, Nicolás Bravo, Javier Rojo Gómez, Dos Aguadas, Mahahual y Cerro de las Flores. Los alcaldes, delegados y subdelegados son electos mediante voto libre, directo y secreto (sufragio efectivo) en elecciones celebradas en un domingo del mes de junio del año en que se instaló el Ayuntamiento, y son electos para el mismo periodo de tres años que éste, en estas elecciones locales no participan oficialmente los partidos políticos, sino que estos se presentan de manera independiente por medio de planillas.

### Representación legislativa
Para la elección de Diputados locales al Congreso de Quintana Roo, y de Diputados federales a la Cámara de Diputados del Congreso de la Unión, el municipio se encuentra integrado a los siguientes Distritos electorales de la siguiente manera:
Local:
- XIII Distrito Electoral Local de Quintana Roo con cabecera en Bacalar.
- XIV Distrito Electoral Local de Quintana Roo con cabecera en Chetumal.
- XV Distrito Electoral Local de Quintana Roo con cabecera en Chetumal.

Federal:
- II Distrito Electoral Federal de Quintana Roo con cabecera en Chetumal.[20]

### Presidentes municipales
- (1975 - 1978):  Mariano Ángulo Basto
- (1978 - 1981):  Hernán Pastrana Pastrana
- (1981 - 1984):  María Cristina Sangri Aguilar
- (1984 - 1987):  Alfredo Díaz Jiménez
- (1987): Interino José Asencio Navarrete
- (1987 - 1990):  Efraín Ortiz Yeladaqui
- (1990 - 1993):  Rosario Ortiz Yeladaqui
- (1993 - 1995):  Diego Rojas Zapata
- (1995 - 1996):  Felipe Barquet Armenteros
- (1996 - 1998):  Enrique Alonso Alcocer
- (1998 - 1999):  Francisco Javier Díaz Carvajal
- (1999 - 2000):  Eduardo Ovando Martínez
- (2000 - 2002):  Moisés Pacheco Briceño
- (2002 - 2005):  Eduardo Espinosa Abuxapqui
- (2005 - 2008):  Cora Amalia Castilla
- (2008 - 2011):  Andrés Ruiz Morcillo
- (2011 - 2013):  Carlos Mario Villanueva Tenorio
- (2013 - 2016):  Eduardo Espinosa Abuxapqui
- (2016 - 2018):  Luis Alfonso Torres Llanes
- (2018 - 2019):  Hernán Pastrana Pastrana
- (2019 - 2021):  Otoniel Segovia Martínez
- (2021 - 2024):  Yensunni Martínez Hernández